# Staouéli
Staouéli (em árabe: سطوالي) é um município localizado na província de Argel, no norte da Argélia. Sua população era de 47 664 habitantes, em 2008.